# Ethan Phillips
John Ethan Phillips (nascut el 8 de febrer de 1955) és un actor estatunidenc. És conegut sobretot pels seus papers televisius com a Neelix a Star Trek: Voyager i com a agent de relacions públiques Pete Downey a Benson.

## Vida personal
Phillips es va criar a Long Island, Nova York. El seu pare era el propietari de Frankie & Johnnie's, un restaurant especialitzat en carn al carrer 45 (Manhattan)|45th]] i a la Vuitena Avinguda a Nova York. Va obtenir una llicenciatura en Literatura anglesa per la Universitat de Boston i un Màster en Belles Arts per la Universitat de Cornell. Toca el saxòfon tenor.

## Carrera

### Teatre
Phillips va començar la seva carrera en el món de l'espectacle a la ciutat de Nova York, actuant fora de Broadway en teatres com el Direct Theater, guanyant el premi al Millor Actor el 1977; al Wonderhorse Theater, a l'estrena de The Nature and Purpose of the Universe de Christopher Durang; i a Playwrights Horizons en una reposició de Eccentricities of a Nightingale. Tennessee Williams, que va ajudar a donar forma a aquesta última producció, va escriure un nou monòleg per a Phillips, que Williams li va dictar personalment quan es va adonar que la protagonista femenina Jill Eikenberry necessitava més temps per canviar-se de vestit.
El 1979–80, Phillips va aparèixer com a Maurice Utrillo a l'estrena de Modigliani de Dennis McIntyre, amb Jeffrey DeMunn, a l'Astor Place Theater. Es va representar durant 208 vegades.
Phillips va actuar en moltes obres a Nova York durant els següents 15 anys, incloent-hi Lips Together, Teeth Apart' de Terrence McNally al Lucille Lortel, '[Measure for Measure]]' amb Kevin Kline al Delacorte Theater del Public Theater; i l'estrena a Broadway de My Favorite Year al Lincoln Center, amb Andrea Martin i Tim Curry, així com noves obres per a Ars Nova (teatre), Ensemble Studio Theatre, Playwrights Horizons, el Hudson Guild Theater,l’American Jewish Theater, i molts altres.
Va aparèixer a l'estrena de November de David Mamet amb Nathan Lane i Laurie Metcalf a l’Ethel Barrymore Theater i la va representar una vegada més amb John Malkovich i Patti Lupone per a Stars in the House. Va interpretar el personatge principal al costat de Peter Dinklage a The Imaginary Invalid per al SummerScape Festival 2012 del Bard College. El 2013-14 va aparèixer com a Stanley Levison a All the Way de Robert Schenkkan al American Repertory Theater. Phillips es va traslladar amb l'espectacle al Neil Simon Theater de Broadway, on l'obra va guanyar el premi Tony a la millor obra i al millor actor, Bryan Cranston. Més recentment, Phillips va protagonitzar les estrenes de Taking Care of Baby de Dennis Kelly, Golden Age de Terrence McNally i "By the Water" de Sharyn Rothstein, totes per al Manhattan Theatre Club (off-Broadway). Més recentment, Phillips va interpretar Murray Lefkowitz a la primera de Broadway de Junk: The Golden Age of Debt d'Ayad Akhtar al Vivian Beaumont Theater del Lincoln Center.
Els crèdits teatrals regionals de Phillips inclouen papers principals per a l'Old Globe Theater de San Diego, l'Alaska Repertory Theater, al Seattle Repertory Theater, al Baltimore's Centerstage, per la Westport Country Playhouse, Boston Shakespeare Company, Actors Theater of Louisville, l’American Repertory Theater, el Salt Lake Acting Co., i el McCarter Theatre. A Los Angeles, Phillips va actuar a Side Man al Pasadena Playhouse, a Lips Together, Teeth Apart per al Mark Taper Forum; a You Can't Take It with You al Geffen Playhouse, a Le bourgeois gentilhomme per a la Pasadena Symphony, i com a Poloni a Hamlet per a l'Uprising Theater.
Phillips ha estat actor a la Conferència de Dramaturgs del Sundance Institute a Utah durant sis estius, on va desenvolupar la seva obra Penguin Blues, publicada per Samuel French Inc. i inclosa a The Best Short Plays of 1989 (Applause, ed. Ramon Delgado). Basant-se en les seves experiències a Sundance, Phillips va ajudar a fundar First Stage, un laboratori de desenvolupament de dramaturgs a Los Angeles.

### Cinema
Phillips ha aparegut en més de 50 pel·lícules, començant per Ragtime (dirigida per Miloš Forman). Altres pel·lícules inclouen For Richer or Poorer, Jeffrey, The Shadow, Caravana a l'est, The Man Without a Face, Matrimoni de conveniència, Escola de joves rebels, Critters, Els perdiguers de Broadway, L'illa, Bad Santa i The Babysitters. Les seves pel·lícules més recents inclouen Shadow Witness, Audrey, Inside Llewyn Davis dels Germans Coen, Irrational Man de Woody Allen i The Purge: Election Year de James DeMonaco.

### Televisió
El 1980, Phillips es va unir al repartiment de la comèdia de situació Benson com a home de relacions públiques Pete Downey, durant cinc temporades.
Ha fet desenes d'aparicions com a convidat en sèries de televisió i telepel·lícules, com ara Pushing Daisies, Bones, Eli Stone, Criminal Minds, NUMB3RS, Las Vegas, L.A. Law, JAG, Law & Order, Arrested Development, Boston Legal, Touched by an Angel, Castle, Rizzoli & Isles, The Good Guys, The Mentalist, Deadbeat, The Good Wife, New Amsterdam (sèrie de televisió), Better Call Saul i Veep. Va interpretar el paper recurrent de Keith a les dues últimes temporades de Girls de Lena Dunham. Va interpretar Spike Martin a la comèdia espacial Avenue 5 d'Armando Iannucci a HBO.
El 1990, va començar la seva carrera a Star Trek interpretant el doctor ferengi Farek a l'episodi "Ménage à Troi" de Star Trek: La nova generació. Va continuar interpretant el personatge talaxià Neelix a Star Trek: Voyager des del seu inici el 1995, i va romandre amb la sèrie a un episodi de la seva durada completa de set temporades. També va fer un cameo com a maître d'un club nocturn hologràfic a la pel·lícula de 1996 Star Trek: First Contact, i va aparèixer com a capità pirata ferengi a l'episodi de Star Trek: Enterprise "Acquisition".
Phillips també ha fet treballs de doblatge per a diversos dels videojocs de la franquícia Star Wars: Star Wars: Force Commander del 2000, Star Wars: Galactic Battlegrounds del 2001 i Star Wars: Knights of the Old Republic del 2003.

## Filmografia

### Cinema
| Any  | Títol                                                        | Paper                                 | Notes           |
| ---- | ------------------------------------------------------------ | ------------------------------------- | --------------- |
| 1981 | Ragtime                                                      | Guàrdia a la casa familiar            |                 |
| 1986 | Critters                                                     | Jeff Barnes                           |                 |
| 1987 | Burglar                                                      | Cambrer a Parker's On Fifth           |                 |
| 1989 | Escola de joves rebels                                       | Mr. Rosenberg                         |                 |
| 1989 | Temps de glòria                                              | Major de l'hospital                   |                 |
| 1989 | Els perdiguers de Broadway                                   | Basil Valentine                       |                 |
| 1990 | Matrimoni de conveniència                                    | INS Agent Gorsky                      |                 |
| 1991 | Critters 3                                                   | Deputy                                |                 |
| 1993 | Rain Without Thunder                                         | El ginecòleg                          |                 |
| 1993 | The Man Without a Face                                       | Todd Lansing                          |                 |
| 1994 | The Shadow                                                   | Nelson                                |                 |
| 1994 | Caravana a l'est                                             | Comandant S. L. Smedly                |                 |
| 1995 | Jeffrey                                                      | Dave                                  |                 |
| 1996 | Star Trek: First Contact                                     | Maitre dwl nightclub de l’holocoberta | Sense acreditar |
| 1997 | Trekkies                                                     | Ell mateix                            |                 |
| 1997 | For Richer or Poorer                                         | Jerry                                 |                 |
| 1998 | The Battery                                                  | Bernard                               | Curtmetratge    |
| 2000 | Endsville                                                    | Terry Festinger                       |                 |
| 2000 | 9mm of Love                                                  | Guy                                   |                 |
| 2003 | Rugrats, vacances salvatges                                  | Toa the loris                         | Veu             |
| 2003 | Bad Santa                                                    | Roger Merman                          |                 |
| 2004 | Trekkies 2                                                   | Ell mateix                            | Documental      |
| 2004 | Geeks                                                        | Ell mateix                            | Documental      |
| 2004 | Chestnut: Hero of Central Park                               | Marty                                 |                 |
| 2005 | L'illa                                                       | Jones Three Echo                      |                 |
| 2007 | Keith                                                        | Mr. Miles                             |                 |
| 2007 | Have Dreams, Will Travel (aka A West Texas Children's Story) | Home de negocis                       |                 |
| 2007 | The Babysitters                                              | Mark Kessler                          |                 |
| 2007 | California Dreaming                                          | Wayne Porter                          |                 |
| 2010 | Dahmer vs. Gacy                                              | X-13                                  |                 |
| 2012 | Arachnoquake                                                 | Roy                                   |                 |
| 2012 | The Adventures of RoboRex                                    | Randy Jenkins                         |                 |
| 2013 | Inside Llewyn Davis                                          | Mitch Gorfein                         |                 |
| 2014 | Audrey                                                       | Donny                                 |                 |
| 2015 | Irrational Man                                               | Jill's Father                         |                 |
| 2016 | The Purge: Election Year                                     | Chief Couper                          |                 |
| 2016 | Miles                                                        | Mr. Wilson                            |                 |
| 2017 | Future '38                                                   | Dr. Elcourt                           |                 |
| 2018 | Most Likely to Murder                                        | Bobby Green                           |                 |

### Televisió
| Any       | Títol                        | Paper                             | Notes                                                        |
| --------- | ---------------------------- | --------------------------------- | ------------------------------------------------------------ |
| 1980–1985 | Benson                       | Peter "Pete" John Downey          | Temporades 2-6                                               |
| 1983      | One Life to Live             | Mr. Darrin                        | 2 episodis                                                   |
| 1983      | Hart to Hart                 | Redstone                          | Episodi: "Pandora Has Wings"                                 |
| 1985      | Three's a Crowd              | Ronnie Pine                       | Episodi: "Jack Gets Trashed"                                 |
| 1985      | La Dimensió Desconeguda      | Deaver                            | Segment: "Devil's Alphabet"                                  |
| 1986      | Hunter                       | State Department Man              | Episodi: "High Noon in L.A."                                 |
| 1987      | Outlaws                      | Vernon Buckley                    | Episodi: "Jackpot"                                           |
| 1987      | Werewolf                     | Eddy Armando                      |                                                              |
| 1990      | Star Trek: La nova generació | Dr. Farek                         | Episodi: "Ménage à Troi"                                     |
| 1990      | Doogie Howser, M.D.          | Advertiser                        | Episodi: "Ask Dr. Doogie"                                    |
| 1990–1993 | L.A. Law                     | Dr. Sam Waibel / Marvin Pick      | 2 episodis                                                   |
| 1991      | Father Dowling Mysteries     | Leonard Spalding                  | Episodi: "The Monkey Business Mystery"                       |
| 1991      | Murphy Brown                 | Richard Cooper                    | Episodi: "Everytime It Rains... You Get Wet"                 |
| 1992      | Law & Order                  | Mark Hauser                       | Episodi: "Helpless"                                          |
| 1993      | NYPD Blue                    | Dwight                            | Episodi: "True Confessions"                                  |
| 1994      | The Mommies                  | Omelette Chef                     | Episodi: "Mommies Day"                                       |
| 1995      | Platypus Man                 | Vern Tuttle                       | Episodi: "Pilot"                                             |
| 1995–2001 | Star Trek: Voyager           | Neelix                            | Repartiment principal, 170 episodis                          |
| 1995      | Maybe This Time              | Douglas                           | Episodi: "Judgment Day"                                      |
| 1996      | Chicago Hope                 | Bob Stewart                       | Episodi: "Sexual Perversity in Chicago Hope"                 |
| 1996      | Homeboys in Outer Space      | Inspector 17                      | Episodi: "House Party or, Play That Funky White Music Droid" |
| 1998      | From the Earth to the Moon   | Stanley Craig                     | Minisèrie Episodi: "We Interrupt This Program"               |
| 1998      | The Lost World               | Copy Boy                          | Telefilm                                                     |
| 2002      | Rugrats                      | Narrador (veu)                    | Episodi: "Quiet, Please"/"Early Retirement"                  |
| 2002      | Star Trek: Enterprise        | Ulis, líder dels lladres ferengis | Episodi: "Acquisition"                                       |
| 2002      | Rocket Power                 | Botiguer (veu)                    | Episodi: "Less Than Full Otto"/"Card Sharked"                |
| 2002      | Half & Half                  | Dr. Adelman                       | Episodi: "The Big Award Episodi"                             |
| 2002      | Providence                   | Finch                             | Episodi: "Truth and Consequences"                            |
| 2003      | Touched by an Angel          | Wally                             | Episodi: "The Show Must Not Go On"                           |
| 2003      | Rock Me Baby                 | The Doctor                        | Episodi: "Pretty in Pink Eye"                                |
| 2004      | 8 Simple Rules               | Dave                              | Episodi: "YMCA"                                              |
| 2004      | JAG                          | Mr. Worley                        | Episodi: "Take It Like a Man"                                |
| 2004      | Arrested Development         | Oficial militar                   | Episodi: "Whistler's Mother"                                 |
| 2004      | Oliver Beene                 | Mr. Stitt                         | 2 episodis                                                   |
| 2005      | Las Vegas                    | Gabe Labrador                     | Episodi: "Double Down, Triple Threat"                        |
| 2006      | Numb3rs                      | Leonard Philbrick                 | Episodi: "Double Down"                                       |
| 2006      | Criminal Minds               | Marvin Doyle                      | Episodi: "A Real Rain"                                       |
| 2006      | Boston Legal                 | Michael Schiller                  | 3 episodis                                                   |
| 2006      | The War at Home              | Bob Cooper                        | Episodi: "Be Careful What You Ask For"                       |
| 2007      | Cavemen                      | "Red" Goldreyer                   |                                                              |
| 2007      | Super Sweet 16: The Movie    | Craig                             | Telefilm                                                     |
| 2007      | Hallowed Ground              | El predicador                     | Telefilm                                                     |
| 2007      | Star Trek: Of Gods and Men   | Data Clerk                        | minisèrie                                                    |
| 2008      | Eli Stone                    | Principal Ackerman                | Episodi: "I Want Your Sex"                                   |
| 2008      | Bones                        | Checker Box Manager               | Episodi: "The Wannabe in the Weeds"                          |
| 2008      | Pushing Daisies              | Daniel Hill                       | Episodi: "Robbing Hood"                                      |
| 2009      | Mental                       | Hollis Breyer                     | Episodi: "Book of Judges"                                    |
| 2009      | True Blood                   | Parish Coroner                    | Episodi: "Shake and Fingerpop" Sense acreditar               |
| 2010      | Rizzoli & Isles              | John J. Murray                    | Episodi: "I Kissed a Girl"                                   |
| 2010      | The Good Guys                | Alphonse LaViolette               | Episodi: "Common Enemies"                                    |
| 2010      | The Middle                   | The Chairman                      | Episodi: "The Quarry"                                        |
| 2010      | Days of Our Lives            | Mr. Satterfield                   | Episodi #1.11456                                             |
| 2011      | Castle                       | James Farnham                     | Episodi: "The Final Nail"                                    |
| 2011      | The Mentalist                | Newsome Kirk                      | Episodi: "The Red Mile"                                      |
| 2011      | The Young and the Restless   | Nelson McGinnis                   | Episodi: "Tucker Is Taken Off Life Support"                  |
| 2011      | Chuck                        | Woodley                           | Episodi: "Chuck Versus the Zoom"                             |
| 2012      | Arachnoquake                 | Roy                               | Telefilm                                                     |
| 2014      | Deadbeat                     | Jack Donaldson                    | Episodi: "Calamityville Horror"                              |
| 2015      | Veep                         | Mr. Wallace                       | 2 episodis                                                   |
| 2016      | The Good Wife                | Dr. Morris Weiner                 | Episodi: "Tracks"                                            |
| 2016      | All the Way                  | Joe Alsop                         | Telefilm Sense acreditar                                     |
| 2016–2017 | Girls                        | Keith                             | 5 episodis                                                   |
| 2016      | Younger                      | Paul                              | Episodi: "Summer Friday"                                     |
| 2018      | Dallas & Robo                | Bob (veu)                         | Episodi: "I Was a Teenage Cannibal Biker"                    |
| 2018      | Better Call Saul             | Jutge Benedict Munsinger          | 2 episodis: "Talk" id "Coushatta"                            |
| 2018      | New Amsterdam                | Dan Marken                        | Episodi: "Anthropocene"                                      |
| 2020      | Avenue 5                     | Spike Martin                      | Repartiment principal                                        |

### Teatre
| Any  | Títol                        | Paper            | Teatre                  |
| ---- | ---------------------------- | ---------------- | ----------------------- |
| 1992 | My Favorite Year             | Herb Lee         | Vivian Beaumont Theater |
| 2008 | November                     | Turkey Rep       | Ethel Barrymore Theatre |
| 2014 | All the Way                  | Stanley Levison  | Neil Simon Theatre      |
| 2017 | Junk: The Golden Age of Debt | Murray Lefkowitz | Vivian Beaumont Theater |

### Websèries
| Any  | Títol                       | Paper        | Notes                                 |
| ---- | --------------------------- | ------------ | ------------------------------------- |
| 2023 | Star Trek: Very Short Treks | Neelix (veu) | Episodi: "Holograms All the Way Down" |

### Videojocs
| Any  | Títol                                  | Paper                                                                      | Notes |
| ---- | -------------------------------------- | -------------------------------------------------------------------------- | ----- |
| 2000 | Star Trek: Voyager – Elite Force       | Neelix                                                                     | Veu   |
| 2000 | Star Wars: Force Commander             | Pilot de Transport, Governador d'Abridon                                   | Veu   |
| 2001 | Star Wars: Galactic Battlegrounds      | Droide Mèdic de l'Imperi, Governador Krantià, Soldat de Granades Reial     | Veu   |
| 2003 | Star Wars: Knights of the Old Republic | Galon Lor (Korriban), Tamlen, Mercenari Hrakert, Dantooine Civil, Diversos | Veu   |
| 2004 | Syphon Filter: The Omega Strain        | Broussard, Primer Ministre del Canadà                                      | Veu   |
| 2014 | Star Trek Online                       | Neelix                                                                     | Veu   |

## Publicacions
- Philips, Ethan; Birnes, William J. The Star Trek Cookbook.  New York: Pocket Books, 1999. ISBN 0-671-00022-5.